# Lake Gault
Der Lake Gault ist ein See im Westland District der Region West Coast auf der Südinsel von Neuseeland.

## Geographie
Der Lake Gault befindet sich rund 3,9 km nordnordwestlich von dem kleinen Ort Fox Glacier und rund 5 km nordwestlich sowie rund 5,6 km nördlich des New Zealand State Highway 6, der rund 6,5 km westnordwestlich des Fox Glacier vorbeiführt. Der See, der eine Flächenausdehnung von 33,8 Hektar besitzt, erstreckt sich über eine Länge von rund 1,1 km in Westnordwest-Ostsüdost-Richtung und misst an seiner breitesten Stelle rund 590 m in Südsüdwest-Nordnordost-Richtung. Der Umfang des Sees beträgt rund 3,45 km.
Gespeist wird der Lake Gault vom rund 445 m nordöstlich liegenden, rund 29,8 Hektar großen aufgestauten See im Skiffington Swamp und einigen wenigen Bächen. Entwässert wird der Lake Gault hingegen über ein gut 1000 m langes Fallrohr zu einem kleinen Wasserkraftwerk, das am Cleanwater River liegt und dort das zur Stromerzeugung genutzte Wasser einleitet.

## Wasserkraftwerk
Das Wasser des Sees wird über eine Rohrleitung über den Bergrücken hinunter zu einem kleinen Wasserkraftwerk geleitet, dass in den Jahren 1932 bis 1945 Strom für einen Bagger erzeugte, der für die Goldsuche eingesetzt wurde.
Der obere Stausee nordöstlich des Lake Gault wurde im Jahr 1958 angelegt, um das Wasser-Reservoir für die Stromerzeugung zu vergrößern. Die Maßnahmen führten auch zur Vergrößerung des Feuchtgebietes, das als Skiffington Swamp bezeichnet wird.
Das Wasserkraftwerk ist heute noch in Betrieb.

## Lake Gault Track
Der Lake Gault Track gehört zu den kurzen Wanderwegen des Landes. Er starten vom Parkplatz des Lake Matheson und steigt allmählich 200 m durch ursprünglichen Podokarp-Wald an und überquert mehrere kleine Bäche bis zum Lake Gault. Die Rund 4 km für die Strecke sind in rund 1 m Stunde und 30 m Minuten zu bewältigen.